# Samuel Contesti

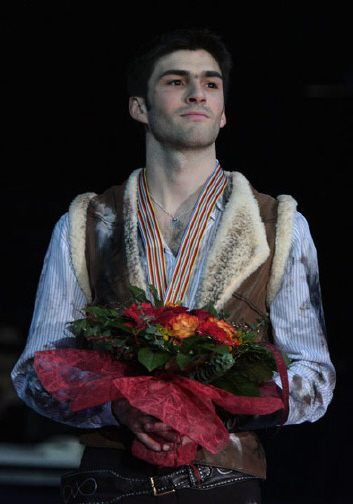
Samuel Contesti.

Samuel Contesti (4 de marzo de 1983, Le Havre, Francia) es un patinador artístico francés naturalizado italiano.

Samuel es hijo de Yves Contesti, un futbolista que ha destacado en las filas de Le Havre AC, Nîmes Olympique y Toulouse FC
Comenzó a patinar a la edad de 4 años.
En 2007 contrajo matrimonio con su entrenadora, la italofrancesa Geraldine Zulinì, con ella se ha instalado en la localidad alpina de Courmayeur.
Originalmente compitió por France, pero desde 2007 lo hace por Italia, donde ha sido campeón nacional en 2008 y 2009.
En el campeonato europeo de patinaje artístico de 2009 obtuvo la plata en masculina individual para Italia, cuya última medalla en esta competición era el oro de Carlo Fassi en 1954.